# Abraham Munabi
Abraham Munabi (* 19. Dezember 1940) ist ein ehemaliger ugandischer Weit- und Dreispringer.
1970 wurde er bei den British Commonwealth Games in Edinburgh Vierter im Dreisprung und Zwölfter im Weitsprung.
Beim Dreisprung der Olympischen Spiele 1972 in München schied er in der Qualifikation aus.
1973 gewann er bei den Afrikaspielen in Lagos Silber im Dreisprung mit dem Landesrekord von 16,26 m.